# 撮泰吉
撮泰吉（tsʰo21n̥tʰe55dʑi21）是古老而原始的彝族民间戏剧，被喻为戏剧史上珍贵的“活化石”。
1984年，威宁彝族回族苗族自治县举办县庆30周年文娱演出，板底乡找不到合适的节目，就想拿裸戛村的“古怪表演”凑合充数，却引起了研究者的兴趣和重视，为世人所认识。
2006年，彝族撮泰吉入选第一批中国国家级非物质文化遗产。

## 名称
“撮泰吉”是彝语的音译。
- 的意思是“人”，的意思是“变化”，的意思是“游戏、玩耍”。合在一起的意思是“人类变化的戏”。故也意译为“变人戏”。[4][5][6]
- 也有学者认为，恰当的翻译应该是“彝族先民生产变化的活动”或“先民耕作活动的由来”。[7][8]
- 又有学者认为，的意思是“刚刚完成”。当意译为“人类刚刚变成的时代”。[9]
- 还有学者认为，是一个词，不应分开，意思是“鬼魂”，在此指的是祖先的鬼魂。意为“鬼魂戏”。[10]

的汉语音译名，原有“撮衬姐”、“撮特几”、“搓特基”等多种写法，后来定名为在汉语、汉字中有美好意味的“撮泰吉”:71。

## 流传地域
撮泰吉主要流传于贵州省威宁县板底乡以裸戛村寨为中心的彝族山寨。云南省一些地方、贵州省赫章县珠市乡原也有撮泰吉表演，但没有传承下来。:36
威宁县地处黔西北，是滇黔两省交界县，毗邻云南昭通市、曲靖市。板底乡位于威宁、赫章两县交界处的最高峰（海拔2800米）附近，气候寒冷，农业生产环境恶劣，过去还常有虎豹出没，原为盐仓土司家的围猎场。
裸戛村的撮泰吉由祖辈传承下来，保存最为完整；附近的结里、妥乐冲、木城、曹家沟等彝寨的撮泰吉都学自裸戛村，且流行面较为狭窄，表演人物也有一定缩减。撮泰吉如今只在裸戛寨保持演出活动。

## 演出

### 时间
撮泰吉的演出时间是在每年农历正月初三到正月十五的夜间演出。:114最后的“扫寨”部分只在正月十五进行。

### 人物
撮泰吉的演出有六个固定角色，均有名无姓。
- 惹嘎阿布（zɛ55ga21bu33），意为山林老人（山神），2000岁，不戴面具，青巾包头。头顶玉米棒装扮的金角，象征苍老。贴麻丝或麦草装扮的白胡须，象征长寿。戴生鸡蛋壳制成的眼镜，象征洞察。青衫拖到地上，象征智慧、老练。[11]:114
- 阿布摩（a21pu21mo33），意为老爷爷，1700岁，戴白胡须面具，为面具中最大，绘有横向波浪纹饰。[11]:114
- 阿达姆（a21da21mo21），意为老婆婆，1500岁，戴无须面具，顶端有螺旋状白色纹饰，脸颊绘有下斜向波浪纹饰。阿布摩的配偶。出场时身背婴儿。[11]:114
- 麻洪摩（ma21xɔ21mo33），意为带兵老人（一说狩猎能手[11]:124，一说苗族老人[5]），1200岁，戴黑须面具，绘有下斜向波浪纹饰。[11]:114
- 嘿布（xje15bu21），意为能说会道者[11]:114（一说汉族老人[5]），1000岁，戴无须豁嘴面具，绘有纵向波浪纹饰。[11]:114
  - 以上戴面具四人合称“撮泰老人”或“撮泰阿布”[8]。
- 阿安（a21ŋa33），意为小娃娃，戴黑色、无须、无纹饰面具。阿布摩与阿达姆所生。出场时在阿达姆背上。[11]:114

另有二人扮牛，两或三人扮狮子。:115

### 面具
撮泰吉面具用本地产的杜鹃树和杂木制作，先砍出脸壳毛坯，然后雕刻五官，再用墨汁或黑漆涂抹作底，用粉笔或石灰勾画纹饰。撮泰吉面具风格独特，不同于戏曲脸谱或傩戏、地戏的面具；长约30厘米，宽20厘米，比人脸约大一倍；上宽下窄，四角呈弧形；前额宽阔，略微突出；眼睛大，呈倒八字（唯独阿安面具的眼睛为横向）；鼻子高大，十分突出；不求精雕细刻，气质古朴、粗犷。

### 服饰
除惹嘎阿布外，其他角色均用布缠成圆锥形，作为头饰。阿布摩、麻洪摩用白色，其他人用黑色。一说阿布摩也用黑色。:114
除惹嘎阿布外，其他角色均穿平常衣裤，并用布条将四肢、身体缠紧。

### 念白
演出使用彝语，间杂少量汉语。除惹嘎阿布外，其他角色都用吸气而非吐气的方式说话，低沉、沙哑、奇特。

### 伴奏
没有乐队，仅有两或三人用锣、钹、鼓伴奏，只在登场和舞狮时敲打。据说过去有固定的锣鼓经，但已失传，现在演出时全靠即兴发挥。

### 流程

#### 祭祀
首先在演出场所的四角点燃四盏灯笼，惹嘎阿布宣布，按照山神的旨意演出。
狮子、牛、阿布摩、阿达姆、麻洪摩、嘿布、阿安、奏乐的伴奏人员依序登场，绕场一周，然后狮子、牛、阿安退场。
阿布摩为首的四位“撮泰阿布”手持光滑的木棍，步法沉重，走入场内。四人放下木棍，面朝西方（祖先迁来的方向），先向天地、祖先、四方神灵祈求，然后插香、奠酒，敬拜祖先。
随后进行“铃铛舞”（音译为“肯毫崩”）。

#### 耕作
祭祀结束后，“撮泰阿布”手持木棍，上身僵硬, 双膝微微弯曲, 两脚外撇成八字，行动迟缓，同手同脚、跨大步行走。四人齐声说话，向观众询问惹嘎阿布的所在。
惹嘎阿布上场后。阿布摩代表“撮泰阿布”说话，先表明四人来自粮食丰饶的谷彻贝谷（云南昆明)，然后历经阿余斗米（云南东川）、古闹陆居（贵阳，泛指贵州省境内）、八滴猴兔（威宁草海，即威宁县城）、纳缕祖谷（威宁盐仓土司家），最后来到裸戛院子（今威宁板底乡曙光村），然后表示此地连遭荒年，此行目的是给当地人送来谷种，要在此开荒种地。
惹嘎阿布说种地需要耕牛，就带四人买牛；四人看妥后，每人拿出三百两银子，买下了牛。然后四人牵牛、犁地、大土块。牛突然倒地不起，四人请来惹嘎阿布，得知需要给牛喝盐水，便取来盐巴、化成盐水喂给牛。随后四人分工合作，耙土、烧草、撒灰、播撒荞麦种子、收割荞麦、刮场坝、打荞麦。
劳动完毕后，众人坐下休息。嘿布拿出火石打火，为众人点烟。阿达姆退场，随后带阿安上，阿安与众人亲热。阿达姆给阿安喂奶。阿安玩耍。嘿布挑逗阿达姆，从背后与之性交。阿布摩发现后追打嘿布，然后自己与阿达姆性交。
惹嘎阿布为荞麦向“撮泰阿布”们致谢，然后带领四人念颂祝词，祝年年丰收，粮食吃不完。接着，惹嘎阿布又撒酒于地，念颂祝词，向天地神灵和众多作物敬酒。

#### 喜庆
为庆贺丰收，舞狮人和狮子上场，跳狮子舞。念词中有“六月初二下大霜”。

#### 扫寨
惹嘎阿布带领“撮泰阿布”们去扫寨。村寨各家各户都备好酒肉。五人来到每份人家，“撮泰阿布”都会把木棍插在坑上摇来摇去，进行祈祷（在一些婚后多年未生育的人家里，“撮泰阿布”还会做示意性的交媾动作）。惹嘎阿布向主人讨要鸡蛋和麻，每扫一间屋子要一份。然后，惹嘎阿布念颂祝词，将福禄威荣留下，将灾害、疾病扫走。
接下来，五人来到村寨边建有灵房的山上，先埋掉三个鸡蛋，然后点燃从各家屋子四角扯来的盖芳草，烧吃剩余的鸡蛋，再将火扑灭，齐声高喊：“火星走了！”随后“撮泰阿布”卸下面具，带回寨中，放在住在寨边且参加撮泰吉活动的人家里。
次年（一说次日），“撮泰阿布”们撬开掩埋的鸡蛋，视其腐烂与否。未烂则预示来年丰收、平安，腐烂则为凶兆。

#### 不同记录
不同学者记录的撮泰吉演出流程存在差异。杨和森调查得到的演出流程，“扫寨”部分在“耕作”之前，丰收后用“喜庆”结尾。“撮泰阿布”也不是前来给当地人送种子的，而是当地人的代表，遇到“六月初二下大雪”的浩劫，前往昆明，向惹嘎阿布求助，才获得了种子和劳力。

### 原始雏形
现在的撮泰吉演出流程中，有部分内容是后来新加或变动过的：
- 铃铛舞是彝族丧葬仪式上的舞蹈，本身相当古老，但原来并非撮泰吉的一部分。这段舞蹈出现在撮泰吉中的时间是20世纪50年代初到1978年之间，目的是为了跟阿布摩和阿达姆的大儿子在“六月初二下大雪”后死亡的传说相对应。[9]也有说法称，铃铛舞是在80年代录制电视时，为了避免单调、丰富气氛而添加上去的。[7]
- 狮子舞直到20世纪40年代才进入撮泰吉，是当时的撮泰吉表演者到邻县汉族家参加丧礼时学来的。[9]
- 剧中人物原包括阿布摩和阿达姆的儿子、儿媳和孙子，交合表演也在配偶中进行。后将儿子、儿媳的角色替换为苗族的麻洪摩和汉族的嘿布，是为了照应贵州彝族“苗大哥、彝二哥、汉三哥”的彝、苗、汉同祖观念。[9]

## 研究

### 原始戏剧
关于撮泰吉的性质，最初有多种不同看法，认为其属于戏剧、舞蹈或民俗。后来的学者基本都同意，撮泰吉属于戏剧，是具有雏形的原始形态的戏剧，有主题、情节、人物形象、矛盾冲突等戏剧要素，虽然只有一个剧目，也没有歌曲等综合性手段，但已经不止是戏剧现象，而是从内容到形式都健全的戏剧形态。

### 与傩戏的关系
撮泰吉的演出记录本最早在《贵州民族学院学报》上刊登时，标题为“撮泰吉（彝族傩戏·演出记录本）”。同期另一篇文章则以“原始粗犷的彝族摊戏《撮泰吉》（变人戏）”为标题
，认为撮泰吉是最古老的傩戏之一，“扫寨”部分是撮泰吉的高潮和主题。撮泰吉属于傩戏的观点为很多学者接受。《中国大百科全书》也采用这种观点。
也有一些学者对此问题存而不论，只称之为“古戏”、“原始戏剧”或“民间戏剧”，不讨论其是否属于傩戏，或不下定论。
有的学者则反对撮泰吉是傩戏的说法。有学者指出，记录本手稿的标题本为“彝族戏剧”，后才被审定人员改作“彝族傩戏”。记录本的搜集整理人员后来也重新发表了原手稿，标题为“撮泰吉：古代彝语民间戏剧演出记录本重译”。反对派认为，“扫寨”或“扫火星”的仪式在贵州苗族、布依族、壮族中广泛存在，是后来才附加到撮泰吉活动中的，“耕作”部分才是撮泰吉的基本内容；面具也不应作为判断是否属于傩戏的标准。

### 交合动作
撮泰吉中的交媾动作，有学者认为，先有嘿布与阿达姆交合，然后又是阿布摩与阿达姆交合，这是原始群婚制的反映。但有学者指出，阿布摩赶走嘿布、独占阿达姆的行为，已经是一夫一妻制的表现，与群婚制不符。
另一派观点则认为，交合动作属于生殖崇拜，是古代农业民族为求丰收而举行的孕育仪式。

### 惹嘎阿布
撮泰吉中，惹嘎阿布的角色与众不同，不戴面具、不戴锥型头饰、不缠布条、不用吸气声说话、不用奇特姿势走路，在演出时还担负着类似导演的职责。有学者认为惹嘎阿布与彝族巫祭毕摩类似，但宗教色彩较淡，是毕摩早期的形象。也有学者调查发现，过去惹嘎阿布的装扮中，会在帽子正上方绘“王”字图案，以象征其是老虎的化身，故认为“惹嘎阿布”的最初意义——“山林上方的祖先”——就是对虎的讳称，惹嘎阿布是彝族崇拜虎图腾的反映。

### 原始人类和猴
撮泰吉中，撮泰阿布们的装扮十分奇特。据表演者说，圆锥形头饰表示古人的尖锥发型，身上缠着的布象征裸体，表示古人当时还没有衣服。有学者指出，圆锥型发饰即《史记·西南夷列传》中记录的“魋结”（《汉书·西南夷传》作“椎結”），而与彝族关系密切的云南傈僳族至今仍保留这种打扮。
有学者认为，撮泰阿布的行走姿势和说话方式都像猴子。当地彝族，除了基督徒认为人是上帝用泥巴捏出来的之外，其他人都相信人是由猴子变来的，当地彝族民歌、黔西北彝族民间叙事诗、四川和云南彝文典籍中也都有猴子变人的传说。撮泰吉的表演体现了彝族人的人类起源观。
也有学者认为，撮泰阿布们的形象、动作、耕种情节，从形式到内容，都表现的是《西南彝志》中记载的“九猴耕地”传说。